# Donald Flack, Jr.
Donald “Don” Flack, Jr. is een personage uit de televisieserie CSI: NY. Hij wordt gespeeld door Eddie Cahill.

## Achtergrond
Flack is een moordzakendetective bij de NYPD, die vooral bekendstaat om zijn vastberadenheid verdachten op te jagen (zelfs tot het punt dat hij hen in steegjes en over daken volgt). Hij werd begeleid door een andere agent, Gavin Moran, die hij later moest arresteren toen bleek dat Moran bewijs verborgen hield bij een onderzoek (aflevering 117, "The Fall").
Flack is zowel een collega als vriend van de leden van het New York misdaadlab. Nadat Stella Bonasera in haar appartement werd aangevallen door haar ex-vriend, hielp Flack haar door de lastige periode erna (aflevering 221, "All Access"). Zijn vriendschap met Mac Taylor werd op de proef gesteld toen Taylor bewijs vond dat een van Flacks mannen corrupt was en Don vroeg zijn notitieboek in te leveren om dit te bewijzen. Hij is ook goede vrienden met Danny Messer en bood hem zelfs wat geluidsadvies in aflevering 121 ("On the Job") toen Danny ervan werd verdacht een agent te hebben doodgeschoten.
Flack raakte zwaargewond toen een bom afging in een gebouw dat hij en Mac aan het evacueren waren. Tot de ambulance kwam was Mac in staat Flack in leven te houden met een schoenveter en zijn ervaring bij de bombardementen in Beiroet. Toen Flack weer terugkeerde naar het werk, maakten zijn vrienden voor de grap de opmerking dat hij met zijn littekens dames kon imponeren (aflevering 301, "People With Money").
Als kind speelde Flack weleens in een doolhof in Queens, waar hij later de dood van een student van de Chelsea Universiteit moest onderzoeken (aflevering 315, "Some Buried Bones"). Hij maakte ook bekend een fanatiek Monopolyspeler te zijn (als reactie op Stella Bonasera opmerking dat ze een Cluedospeler was in aflevering 211, "Trapped").
Tot haar dood had hij een relatie met detective Jessica Angell. Hij had grote moeite haar dood te verwerken en ging stevig aan de drank. Na enige tijd, en met hulp van Mac, herstelde hij en ging weer meedoen.

## Trivia
- Don heeft een allergie voor katten
- Don spreekt een beetje Iers wat hij leert van zijn opa
- Dons badge nummer is 8571
- Don is Mentor op het YMCA
- Don heeft een Toyota Avalon
- Don is detective 1ste graad